# Çò des de Bieu
Çò des de Bieu és un monument del municipi de Bausen (Vall d'Aran) inclòs en l'Inventari del Patrimoni Arquitectònic de Catalunya.

## Descripció
Antiga "pardia" situada entre els carrers Major i Sant Antoni, amb els diversos elements formant un recinte clos articulat al voltant d'un pati obert, amb l'accés a través d'un portal. La casa perpendicular a les corbes de nivell, i de secció rectangular, segueix el model establert en la dinovena centúria. La façana paral·lela a la "capièra", orientada a sol ixent, presenta obertures de fusta sota arcs de descàrrega en les dues plantes (3-3), i al capdamunt un "humarau" amb dues "lucanes". La coberta d'encavallades de fusta sosté un llosat de pissarra, de dos vessants, amb un "tresaigües" en el front i una estructura graonada de "penaus" en el "penalèr" superior amb la "humenèja" adossada. Damunt de la porta una pedra duu la inscripció següent: JOSEPH AMIELH 1832 (destacada en vermell); les bordes només conserven bons fragments de parets bastides damunt de la roca.

## Història
L'any 1672 es fa esment d'un Joan Amiell de Bieu. Un seu homònim destacaria al segle xviii com a conseller del terçó de Bossòst i per dur a terme les negociacions amb el poble veí d'Hòs.